# Wi-Fi Direct
Wi-Fi Direct är en standard som gör att Wi-Fi-enheter kan ansluta till varandra utan behov av en mellanliggande, trådlös åtkomstpunkt (typ router). 

## Bakgrund
Konventionella Wi-Fi-nätverk är oftast baserade på förekomsten av kontrollenheter, så kallade trådlösa åtkomstpunkter. Dessa enheter kombinerar normalt tre primära funktioner; fysiskt stöd för trådlösa och trådbundna nätverk, överbryggning och routing mellan enheter i nätverket samt befogenhet att lägga till och ta bort enheter från nätverket. 
Ett typiskt Wi-Fi-hemnätverk baseras på en anslutning till Internet via en central åtkomstpunkt med sammankopplade enheter med trådbundna och trådlösa anslutningar. Majoriteten av Wi-Fi-nätverk sätts upp i "infrastrukturläge", där åtkomstpunkten fungerar som ett centralt nav, till vilket Wi-Fi-kompatibla enheter är anslutna; enheterna kommunicerar inte direkt, utan igenom åtkomstpunkten. Wi-Fi Direct-enheter kan fungera antingen som en enhet eller en åtkomstpunkt. Wi-Fi Direct-enheter förhandlar första gången de ansluter till varandra för att avgöra vilken av enheterna som skall fungera som en accesspunkt (navet) och vilken som är enhet. 

## Förenklad anslutning
Allteftersom antalet enheter och antalet typer av enheter knutna till Wi-Fi-system ökar blir en traditionell router alltmer ansträngd. Samtidigt utgör de alltmer sofistikerade hot spot-inställningarna problem för användarna. För att lösa dessa problem har försök att förenkla vissa aspekter av installationen presenterats. Ett vanligt exempel är systemet Wi-Fi Protected Setup som ingår i de flesta accesspunkter som byggts sedan 2007 då standarden infördes. Med Wi-Fi Protected Setup kan kopplingspunkter upprättas genom att man bara anger en PIN-kod eller annan identifikation till en anslutning, eller i vissa fall genom att man helt enkelt trycker på en knapp. Wi-Fi Protected Setup använder denna information för att skicka data till en dator, lämna den information som behövs för att slutföra nätverkskonfigurationen och ansluta till Internet. Ur användarens synpunkt ersätter ett enda klick flera steg där det tidigare krävdes att flera enheter skulle sammanlänkas genom en jargongfylld installation, upprepade gånger.

## Nya användningsområden
Det har blivit allt vanligare att smartmobiler och bärbara mediaspelare m.fl. har stöd för Wi-Fi; även skrivare, kameror och skannrar och många andra vanliga enheter har idag stöd för Wi-Fi, förutom andra anslutningar som till exempel USB. Den utbredda användningen av Wi-Fi i nya, mindre enheter har gjort behovet av att arbeta i ad hoc-nätverk mycket viktigare. Även utan en central Wi-Fi-hubb eller router skulle det vara användbart för en bärbar dator att kunna ansluta trådlöst till en lokal skrivare. Även om ad hoc-läge skapades för att hantera denna typ av behov gör bristen på kompletterande information för att upptäcka varandra att det är svårt att använda i praktiken.

## Teknisk beskrivning
Wi-Fi Direct bäddar i huvudsak in en programvara (Soft AP) i alla enheter som skall stödja Wi-Fi Direct. Soft AP ger en version av Wi-Fi Protected Setup med knapp- eller PIN-kodsbaserad anslutning. Anslutning och inställning är så förenklat att det påstås kunna ersätta Bluetooth i vissa situationer. Soft AP kan vara så enkelt eller så komplicerat som rollen kräver. En digital fotoram kan ge bara de mest grundläggande tjänster som behövs för att digitala kameror skall kunna ansluta och ladda upp bilder. En smart telefon som skall dela ut sin anslutning till Internet kan köra en mer komplex Soft AP som medger denna möjlighet. Standarden omfattar även WPA2-baserad säkerhet samt funktioner för att kontrollera tillgångar inom företagsnätverk. Wi-Fi Direct-certifierade enheter kan anslutas en-till-en eller en-till-många och alla enheter som ansluts måste inte vara Wi-Fi Direct-certifierade, en Wi-Fi Direct aktiverad enhet kan ansluta till äldre Wi-Fi-certifierade enheter. 
Wi-Fi Directs certifieringsprogram utvecklas och administreras av Wi-Fi Alliance, den industrigrupp som utvecklar standarden bakom certifieringsprogrammet Wi-Fi CERTIFIED och som äger varumärket "Wi-Fi". Den slutliga specifikationen har inte släppts, och vissa aspekter av systemet har inte nämnts hittills; till exempel de system som används för upptäckt och enhetsklassificering.